# Vibenshus Runddel station
Vibenshus Runddel station är en järnvägsstation i stadsdelen Østerbro i Köpenhamn. Den ligger på Cityringen (M3) på Köpenhamns metro och  invigdes 29 september 2019.
Stationens väggar är klädda med vita skivor som överlappar varandra, som på en klinkbyggd båt, så att de olikfärgade kanterna syns. De gula, gröna, blåa, röda och orangea färgerna har inspirerats av den omgivande miljön och den intilliggande Fælledparken.